# Cian O’Callaghan

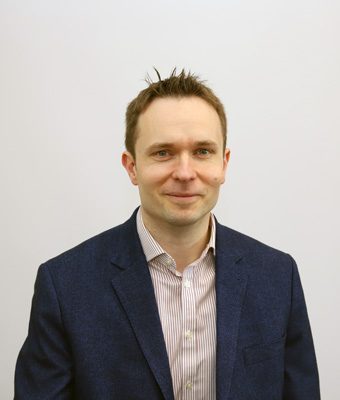
Cian O’Callaghan (2023)

Cian O’Callaghan (* 7. Mai 1979 in Dublin, Irland) ist ein irischer Politiker der Social Democrats (Daonlathaigh Shóisialta), der seit 2020 Mitglied (Teachta Dála) des Dáil Éireann, des Unterhauses des Parlaments (Oireachtas) ist.

## Leben
Cian O’Callaghan wuchs im Stadtteil Sutton im Nordosten Dublins auf. O’Callaghan erwarb einen Master of Arts in Politikwissenschaften am University College Dublin. Er war damals Teil der Labour Youth, der Jugendorganisation der Irish Labour Party.  
2009 wurde er in den Fingal County Council für Howth-Malahide gewählt. Er galt lange Zeit als Aushängeschild des linken Flügels der Irish Labour Party und als großer Kritiker der Koalition von Labour mit der Fine Gael. 2013 verließ er die Labour Party. 
2015 war er Mitgründer Social Democrats. Bei den Wahlen zum Dáil Éireann 2016 war er nicht erfolgreich. Die Wahlen 2020 konnte er dann erfolgreich im Wahlkreis Dublin Bay North kandidieren und zog in das Unterhaus ein. 
Am 1. Juli 2023 übernahm er den stellvertretenden Parteivorsitz. Als Holly Cairns wegen ihrer Schwangerschaft ab dem Sommer 2024 für den Wahlkampf ausschied, führte O’Callaghan die Parteien zur Wahl 2024. 